# 交響曲第2番 (マーラー)
交響曲第2番ハ短調（こうきょうきょくだい2ばんハたんちょう）は、グスタフ・マーラーが作曲した交響曲。「復活」（Auferstehung）というタイトルが付されるのが一般的であるが、これは第5楽章で歌われるフリードリヒ・クロプシュトックの歌詞による賛歌「復活」（マーラー加筆）からとられたもので、マーラーがこの題名を正式に用いたことはない。
1888年から1894年にかけて作曲された。オルガンやバンダ（舞台外の楽隊）を含む大編成の管弦楽に加え、第4楽章と第5楽章に声楽を導入しており、立体的かつスペクタクル的な効果を発揮する。このため、純粋に演奏上の指示とは別に、別働隊の配置場所や独唱者をいつの時点でステージに招き入れるか、合唱隊をいつ起立させるかなどの演出的な要素についても指揮者の考え方が問われる。
第4楽章では、マーラーが1892年に完成した歌曲集『子供の不思議な角笛』の歌詞を採用している。つづく交響曲第3番、交響曲第4番も『子供の不思議な角笛』の歌詞を使っていることから、これらを「角笛」3部作として括ることがある。演奏時間約80分。

## 作曲の経緯

### ブダペスト時代
1888年3月、マーラーはのちの交響曲第1番となる「交響詩」を完成させると、5月にはライプツィヒ市立歌劇場の職を辞して故郷のイグラウに戻った。10月1日にはブダペストのハンガリー王立歌劇場の音楽監督に就任した。
マーラーが新たな楽章の作曲に取りかかったのはイグラウにいた6月のことである。曲は8月にほぼ完成、9月にプラハで浄書された。この楽章の自筆総譜の表紙には、「葬礼」と書かれているが、その下には削除された「交響曲ハ短調」の表示が残されており、さらに1.Satz（第1楽章）とされている。これは、この曲がはじめ交響曲の第1楽章として構想され、のちに標題が書き換えられたことを示すものである。マーラーは同じ年に『子供の不思議な角笛』に出会い、これにも作曲を開始している。
この年マーラーは、11月に「交響詩」を初演するが、失敗。マーラーは曲を改訂する必要を感じたと見られる。この間、新たな楽章はマーラーの手元に置かれたままだった。
一方、指揮においては、ワーグナー作品のハンガリー初演やモーツァルトの歌劇の上演で評価を高めたが、歌劇場新監督のツィヒ伯と対立したマーラーは、1891年3月14日、ブダペストを去ることになった。10年契約のところを2年余りで途中辞職させられたことで、マーラーは多額の補償金を得たという。

### 「葬礼」の試演
1891年3月26日、マーラーはハンブルク市立劇場の指揮者に就任した。これはブダペスト歌劇場の辞任前に打診していたものであった。マーラーは就任直後の3月29日から5月31日まで、ワーグナー作品を中心に取り上げ、3月31日の『ジークフリート』公演を聴いたハンス・フォン・ビューローは、マーラーの指揮を絶賛した。
10月、マーラーは作曲済みの第1楽章をショット社に送付し、単一楽章の交響詩として出版することを打診した。「葬礼」の標題は、このときに付けられたのではないかと考えられている。11月には、「葬礼」をピアノ演奏してビューローに聴かせる。マーラーの指揮を評価したビューローだったが、「葬礼」については、「これに比べれば、『トリスタンとイゾルデ』もハイドンの交響曲みたいなものだ」、「これが音楽だとしたら、私は音楽が全くわからないことになる」などとして、耳をふさいで露骨に拒絶を示した。ショット社からも出版を拒否され、マーラーは単一楽章としての発表を断念せざるを得なくなった。
この間、マーラーは『子供の不思議な角笛』の作曲をすすめており、1892年4月に完成、翌1893年にはオーケストラ版の総譜が完成する。このうち第7曲「原光」が、のちに交響曲の第4楽章に充当されることになる。

### 交響曲の完成
1893年1月にマーラーは「交響詩」を改訂（＝第1交響曲第2稿）。7月にザルツブルクの近郊、アッター湖畔にあるシュタインバッハにおいて、「第2番」の第2楽章から第4楽章までを完成させた。このとき、『子供の不思議な角笛』の新たな1曲「魚に説教する聖アントニウス」も第3楽章と同じ材料に基づいて作曲されている。マーラーはこの年から夏休みをシュタインバッハで作曲に専念して過ごすようになり、また、バート・イシュルに滞在していたブラームスを訪問して知己を求めている。
同年10月、マーラーは改訂した「交響詩」に『巨人』の標題を付してハンブルクで演奏、翌1894年7月ヴァイマルで再演するが、いずれも成功しなかった。
1894年2月12日、ビューローがカイロで客死し、3月29日ハンブルクのミヒャエリス教会で葬儀が行われた。この葬儀に出席したマーラーは、オルガンと合唱によるクロプシュトックの「復活」を聴き、交響曲の終楽章の歌詞に使用することを思いつく。この時の感動をマーラーは「あたかも稲妻のようにわたくしの身体を貫き、曲の全体の形がわたくしの前に、はっきりと明らかな姿で現れました。創作する者はかくのごとき『稲妻』を待つこと。まさしく『聖なる受胎』を待つことなのです。」（友人のザイドルに充てた手紙から）と書いている。
まず、テキストの最初の二連を使い、各連末尾の「ハレルヤ」は削除、三連以降は自作の歌詞を加筆した。4月に「葬礼」を小節数短縮、編成拡大などの改訂を施して第1楽章とし、6月には総譜の下書きが完成する。最終稿ができあがったのは、12月18日ハンブルクにおいてであった。

## 初演
1895年3月4日、声楽の入らない第1楽章から第3楽章までをベルリン・フィルハーモニー管弦楽団によって初演。演奏会全体の指揮者はリヒャルト・シュトラウスであるが、この曲については「作曲者指揮による」との断り書きがあり、マーラーが指揮したものと見られる。その夏にはマーラーはシュタインバッハにおいて交響曲第3番の作曲に取りかかった。全曲初演は1895年12月13日、同じくマーラー指揮、ベルリン・フィルハーモニー管弦楽団による。マーラー35歳のときである。膨大な管弦楽に独唱者、合唱隊をくわえるため多額の資金を必要としたので、マーラーは私財を投じて借金をし、チケットを友人や音楽学校の生徒に売りつけるなどかなりの無理をしたが、その甲斐あって初演は大成功となった。
第1交響曲が初演された1896年3月16日の演奏会では、第1交響曲の全楽章に先立ち、「第2番」の第1楽章に再び「葬礼」の標題を付けて演奏した。「葬礼」の標題を使用したのは、これが最後と見られる。1895年初演のときのブルーノ・ワルターの感想「… 私の回想の中で最も素晴らしい物の一つです。私は終楽章の偉大なるラッパで世の終わりを告げた後に、復活の神秘的な鳥の歌を聴いた時の息のつけぬような緊張、そこへ続く合唱の『汝よみがえれ。』に導かれる部分での深い感動は、今でも耳にはっきり残る。… 作品の大きさ、独創さ、マーラーの個性の強さなどの印象が余りにも深く偉大であったので、この日から、彼は、作曲者として最大の地位をもって迎えられたのです。」

## 楽譜

### 版の混乱
1897年ライプツィヒのホフマイスター社から出版された。現在一般的に流通しているのは、1970年にウニヴェルザール出版社から出版されたエルヴィン・ラッツ校訂、マーラー協会による「全集版」である。しかしこの版には「校訂ではなく改訂である」という意見も多く、演奏時にそのまま用いられることはほとんど無い。今日の演奏は古い版とラッツ校訂版の折衷でなされることが多い。他の交響曲の演奏においてはほとんどがラッツ校訂版に切り替わっているのに対し、この曲においては版問題の混乱が未だに残っている状況である。下記のキャプラン版はラッツ校訂版の行き過ぎを元に戻したところが多く、この混乱を終息させてくれるかも知れない。

### キャプラン版
アメリカの経済誌の社長ギルバート・キャプラン（1942年 - 2016年）がマーラーの自筆譜を買い取り、音楽学者レナート・シュトルク・フォイトの協力を得て校訂、2005年に出版したものが「キャプラン版」として知られる。キャプランが買い取ったマーラーの自筆譜は1894年の初稿で、マーラーが1911年に没した後、アルマ・マーラー、ウィレム・メンゲルベルク、メンゲルベルク財団、キャプランと渡ったものである。キャプランは校訂出版に先立ち、この自筆譜を写真譜としても出版していた。キャプランは、2002年にこの校訂譜をもとにウィーン・フィルハーモニー管弦楽団を指揮して録音している。
なお、キャプランは1965年にレオポルド・ストコフスキーが指揮したこの曲を聴いて感動し、自らこの曲を指揮するために本格的な指揮を勉強、1983年以降、世界中のオーケストラを指揮してこの曲のみ50回以上上演している。日本でも1984年4月に新日本フィルハーモニー交響楽団を指揮した。1987年にはロンドン交響楽団とこの曲を録音、1996年にはザルツブルク音楽祭でフィルハーモニア管弦楽団を指揮して演奏するなど、「復活」専門の指揮者として知られる。

## 楽器編成
フルート 4（ピッコロ持ち替え 4）、オーボエ 4（コーラングレ持ち替え 2）、小クラリネット 2、クラリネット 3（バスクラリネット持ち替え 1）、ファゴット 4（コントラファゴット持ち替え 2）、ホルン 10（そのうち舞台外に4）、トランペット 6 + 舞台外に4（しかし移動のための時間があればオーケストラ側から2人借りられる）、トロンボーン 4、チューバ1、ティンパニ 2人（8台） + 舞台外に1台（計3人）、シンバル 2 + 舞台外に1、タムタム 2、大太鼓 +舞台外に1、小太鼓 1以上の複数、グロッケンシュピール、鐘（音程の定まらないもの3種）、ルーテ（むち）、ハープ 2台、オルガン、弦五部（16型）、ソプラノ独唱、アルト独唱、混声合唱

## 楽曲構成
スケルツォ楽章を中心とした対称的な5楽章配置が見られ、マーラーの交響曲として代表的な構成である。演奏時間は通常80分前後だが、オットー・クレンペラー指揮でも速い演奏だと1950年のシドニー交響楽団とのライブ録音で68分、遅い演奏だと同指揮者の1971年のニュー・フィルハーモニア管弦楽団との録音で99分というのが有名である。

### マーラーによる解題
後にマーラーは、全曲について標題的な説明を残しており、以下に示す。
- 第1楽章　私の第1交響曲での英雄を墓に横たえ、その生涯を曇りのない鏡で、いわば高められた位置から映すのである。同時に、この楽章は、大きな問題を表明している。すなわち、いかなる目的のために汝は生まれてきたかということである。……この解答を私は終楽章で与える。
- 第2楽章　過去の回想……英雄の過ぎ去った生涯からの純粋で汚れのない太陽の光線。
- 第3楽章　前の楽章の物足りないような夢から覚め、再び生活の喧噪のなかに戻ると、人生の絶え間ない流れが恐ろしさをもって君たちに迫ってくることがよくある。それは、ちょうど君たちが外部の暗いところから音楽が聴き取れなくなるような距離で眺めたときの、明るく照らされた舞踏場の踊り手たちが揺れ動くのにも似ている。人生は無感覚で君たちの前に現れ、君たちが嫌悪の叫び声を上げて起きあがることのよくある悪夢にも似ている……。
- 第4楽章　単純な信仰の壮快な次のような歌が聞こえてくる。私は神のようになり、神の元へと戻ってゆくであろう。
- 第5楽章　荒野に次のような声が響いてくる。あらゆる人生の終末はきた。……最後の審判の日が近づいている。大地は震え、墓は開き、死者が立ち上がり、行進は永久に進んでゆく。この地上の権力者もつまらぬ者も-王も乞食も-進んでゆく。偉大なる声が響いてくる。啓示のトランペットが叫ぶ。そして恐ろしい静寂のまっただ中で、地上の生活の最後のおののく姿を示すかのように、夜鶯を遠くの方で聴く。柔らかに、聖者たちと天上の者たちの合唱が次のように歌う。「復活せよ。復活せよ。汝許されるであろう。」そして、神の栄光が現れる。不思議な柔和な光がわれわれの心の奥底に透徹してくる。……すべてが黙し、幸福である。そして、見よ。そこにはなんの裁判もなく、罪ある人も正しい人も、権力も卑屈もなく、罰も報いもない。……愛の万能の感情がわれわれを至福なものへと浄化する。

### 第1楽章
アレグロ・マエストーソ　まじめで荘厳な表現で一貫して　ハ短調　4/4拍子　ソナタ形式
| | 音楽・音声外部リンク 第1楽章 Allegro maestoso Movement_1 - The Royal Irish Academy of Music Symphony orchestraによる演奏。RIAM(Royal Irish Academy of Music)Library公式YouTube。 |
| 音楽・音声外部リンク | |
| 第1楽章 Allegro maestoso | |
| Movement_1 - The Royal Irish Academy of Music Symphony orchestraによる演奏。RIAM(Royal Irish Academy of Music)Library公式YouTube。 | |

弦のトレモロの上に、低弦が荒々しい第1主題を出す。葬送行進曲風に進行し、徐々に熱気を帯びて金管やシンバルを加えて発展する。経過句の後、第2主題がホ長調でヴァイオリンで提示される。憧憬に満ちた祈るような順次上行が特徴的だが、第1主題に遮られ小結尾に入る。ホルンと低弦による3連符を含む特徴的なリズムを経て、金管がコラール風の主題を奏して第1主題と絡めて発展する。ホルンと木管が残り、葬送行進曲風の曲想に戻り、ハープが残って提示部が閉じられる。
展開部は大きく2つに分かれ、前半はヴァイオリンが美しく第2主題を奏でて開始される。始まって小結尾やリズム動機を扱う。再び第2主題がフルートやヴァイオリン・ソロに現れると安らかになって静まる。それが第1主題の動機により打ち破られるところから後半に入る。ここでは主に第1主題を扱う。ホルンにコラール風な旋律が現れるが、これは終楽章で重要な役割を果たすことになる。小結尾の動機で叩きつけるようにクライマックスを築いて展開部が閉められる。
再現部はほぼ型どおりだが、オーケストレーションや進行は変えられている。第1主題は発展が省略されて経過句に遮られ、そのまま第2主題が続いて消え入るように再現部が終わる。コーダは小結尾の葬送行進曲で暗鬱に静まっていくが、トランペットが半音下降して長和音から短和音に移行（後の交響曲第6番のモットーに通じる）し、最後は半音階的に崩れ落ちるように終わる。
この第1楽章では拍子変更が全くなく、4/4拍子で貫かれている。
演奏時間は19 - 25分程度。
第1楽章終了後に「少なくとも5分間以上の休みを置くこと」という指示があるが、現実的にはこの指示通りになされることは少ない。第1楽章の後にソリスト、合唱を入場させて時間をとることもある。この指示は指揮者を信用しないというマーラーの強い信念がかかわる。

### 第2楽章
アンダンテ・モデラート　きわめてくつろいで、急がずに　変イ長調　3/8拍子　ABABAの形式
| | 音楽・音声外部リンク 第2楽章 Andante moderato Movement_2 - The Royal Irish Academy of Music Symphony orchestraによる演奏。RIAM(Royal Irish Academy of Music)Library公式YouTube。 |
| 音楽・音声外部リンク | |
| 第2楽章 Andante moderato | |
| Movement_2 - The Royal Irish Academy of Music Symphony orchestraによる演奏。RIAM(Royal Irish Academy of Music)Library公式YouTube。 | |

主部は弦による舞曲風な主題で、落ち着いた表情と伸びやかな雰囲気を持つ。中間部は3連符の弦の刻みに乗って管楽器が歌う。ロ長調だが短調に傾いている。2回目の主部はチェロのおおらかな対旋律が加えられており、中間部の再現はオーケストレーションが厚くなっているなど、単純な繰り返しが避けられている。最後の主部の再現では、弦楽器のピチカートとなる。
演奏時間は8 - 13分程度。

### 第3楽章
スケルツォ　静かに流れるような動きで　ハ短調　3/8拍子　三部形式
| | 音楽・音声外部リンク 第3楽章 Scherzo: In ruhig fließender Bewegung Movement_3 - The Royal Irish Academy of Music Symphony orchestraによる演奏。RIAM(Royal Irish Academy of Music)Library公式YouTube。 |
| 音楽・音声外部リンク | |
| 第3楽章 Scherzo: In ruhig fließender Bewegung                                                                                      | |
| Movement_3 - The Royal Irish Academy of Music Symphony orchestraによる演奏。RIAM(Royal Irish Academy of Music)Library公式YouTube。 | |

主部はティンパニの強打につづいて、ヴァイオリンがなめらかに上下する主題を出す。中間部では、低弦が歯切れのよいリズムを刻み、管楽器が快活な主題を奏する。主部の再現はより自由に進行する。結尾では、中間部の主題が現れ、爆発的に盛り上がったところで終楽章を予告する。
『子供の不思議な角笛』の歌曲「魚に説教するパドヴァの聖アントニウス」と同じ材料で作曲されており、両者は双生児のような関係にある。
また、中間部の主題は、ウィーン音楽院でのマーラーの親友で、近年再評価が進んでいるハンス・ロットの交響曲第1番ホ長調第3楽章の第1主題からの引用の可能性が指摘されている。
ルチアーノ・ベリオの『シンフォニア』第3楽章はこの楽章をベースにして、古今東西のクラシック音楽をその上に引用している。
演奏時間は9 - 14分程度。

### 第4楽章
「原光（Urlicht）」　きわめて荘重に、しかし素朴に　変ニ長調　4/4拍子　三部形式
『子供の不思議な角笛』の第7曲「原光」（Urlicht）からとられた。
「赤い小さな薔薇よ "O Rös- chen rot!"」とアルト独唱が歌う。舞台外の金管がコラール風の間奏を添える。
お使いのブラウザーでは、音声再生がサポートされていません。音声ファイルをダウンロードをお試しください。

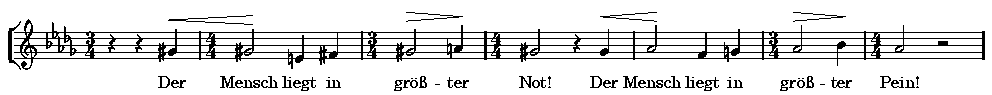
「人間はこの上ない苦悩の内にある！」

中間部で転調し、独唱にヴァイオリン・ソロ、木管が絡む。

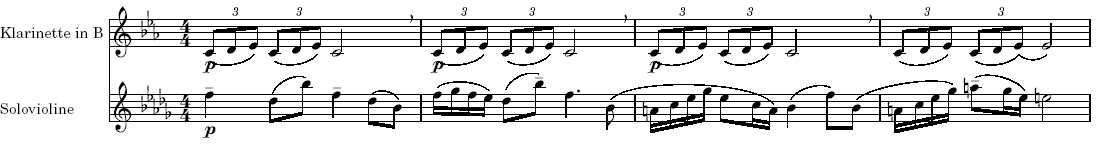
ヴァイオリン独奏とクラリネット

演奏時間は4 - 6分程度。

### 第5楽章
スケルツォのテンポで、荒野を進むように　ヘ短調 - 変ホ長調　4/4拍子　拡大されたソナタ形式
演奏時間が30分以上にもなる交響曲第3番の第1楽章よりもさらに長く、休憩時間を除けば、演奏時間にして全体の4割以上も要する長大なフィナーレで、マーラー流に拡大されたソナタ形式で構成されている。第4楽章が終わるとそのまま開始され、管弦楽の強烈な響きのなかで、金管が叫ぶような第1主題を出す。
最弱音のホルンがハ長調で明るい動機を示し、
お使いのブラウザーでは、音声再生がサポートされていません。音声ファイルをダウンロードをお試しください。
ホルンの「呼び声」のような動機がこだまする。
お使いのブラウザーでは、音声再生がサポートされていません。音声ファイルをダウンロードをお試しください。
第2主題は「第2主題部」ともいえるもので、前半に木管がコラール（ベースはグレゴリオ聖歌の「怒りの日」）を出す。これは第1楽章ですでに示されていたもの。後半はトロンボーン、さらにトランペットが引き継ぐが、これが「復活」の動機と考えられている。
お使いのブラウザーでは、音声再生がサポートされていません。音声ファイルをダウンロードをお試しください。
しばし音楽は穏やかになるが、ヴァイオリンのトレモロの上に、フルートとイングリッシュ・ホルンが不安げな動機を示す。後半ではこれがアルト・ソロ「おお、信じよ "O Glaube"」の歌い出しとなる。
お使いのブラウザーでは、音声再生がサポートされていません。音声ファイルをダウンロードをお試しください。
コラールと「復活」動機、不安げな動機が繰り返され、切迫する。
展開部は、第1主題の叫びで開始される。コラール主題が加わってきて行進曲調となり、マーラーの言う「死者の行進」が示される。頂点で急激に静まると、不安げな動機が金管に出て、トランペットのファンファーレ的な音型を繰り返しながら今度はストレッタ的に急迫していく。第1主題がすべてを圧するかのように出ると、再現部に入ったことになる。
第1主題につづいて、提示部より半音高い穏やかな変ニ長調となり出るホルン動機は、チェロの柔らかい音型に変奏されている。静まったのち、やはりそのまま提示部より半音高い嬰ヘ短調でホルンの呼び声が舞台外にこだましていくと、フルートとピッコロが夜鶯を表す。呼び声とトランペットのファンファーレが交わされる。オーケストラが沈黙したところで異名同音の同主調の変ト長調となり、合唱がクロプシュトックの「復活」賛歌を神秘的に歌い始め、そこからソプラノのソロが浮かび上がる。
お使いのブラウザーでは、音声再生がサポートされていません。音声ファイルをダウンロードをお試しください。
オーケストラはホルン動機に基づく間奏で応え、合唱、さらにオーケストラとなる。トランペットがホルン動機の完全な姿を示す。変ロ短調でアルト・ソロが「おお、信じよ "O Glaube"」と歌い始め、
お使いのブラウザーでは、音声再生がサポートされていません。音声ファイルをダウンロードをお試しください。
男声合唱が「復活」動機を劇的に示す。2/2拍子となりソプラノ・ソロおよびアルト・ソロの二重唱となる。ここでは第4楽章の後半の動機も扱い、高まっていく。変ホ長調に到達し、合唱がホルン動機を繰り返して高揚したのち、
お使いのブラウザーでは、音声再生がサポートされていません。音声ファイルをダウンロードをお試しください。
「復活する"Aufersteh'n"」の言葉でPesante. 4/4拍子となりオルガンが登場。ヴァイオリンやヴィオラなどと一緒に、「復活」を壮大に歌い上げる。管弦楽のみの後奏で再び2/2拍子に変化して、ホルン動機に基づく管弦楽の崇高な響きで全曲を締めくくる。
第3楽章から第5楽章までは切れ目なく演奏される。

## 標題について
交響曲第2番の作曲期間は、前作交響曲第1番が「交響詩」の改訂を経て交響曲として発表されるまでの1888年から1896年までの期間にちょうど入り込んでいる。マーラーは、最初に書いた楽章を「交響曲ハ短調」の第1楽章として構想していた。しかし、第1楽章が書かれ、第2楽章のスケッチに取りかかったところで、作曲は5年間中断された。一時、第1楽章を単一楽章「葬礼」として発表することを考えたがうまく行かず、その後再び交響曲として当初の構想に立ち戻ったということになる。この背景には、「交響詩」の初演失敗、さらにはそれにつづく改訂上演の失敗があると考えられる。
最終楽章で歌詞として使用されたフリードリヒ・ゴットリープ・クロプシュトックの「復活」賛歌は、キリスト教における復活 Auferstehung を歌ったものである。しかし、マーラーがこの歌詞を採用することを思いついたのは、作曲の経緯のなかでも最終段階であり、「復活」を標題としたことはない。

### 『葬礼』について
なぜマーラーが第1楽章に「葬礼」という標題をつけたかについては、いくつかの説がある。ひとつには、マーラー自身が書いた解説のなかで、先立つ交響曲第1番の英雄の葬礼であると述べているものである。これに関して、上演失敗に終わった『巨人』を葬り去る意思の表れという解釈もある。また、1889年2月に父ベルンハルト、9月に妹レオポルディーネ、10月に母マリーと3人の肉親が死去しており、マーラーは自分自身の死を考えずにはおれなかったという指摘もある。ただし、この楽章が作曲されたのは1888年で肉親の死より早く、「葬礼」の標題を与えたのはおそらく1891年であり、「交響詩」に『巨人』の標題が付けられた1894年より早い。したがって、これらは後付けの説明ということもできる。
このほか、ポーランドの国民的詩人アダム・ミツキェヴィチの劇詩をジークフリート・リピナーが1887年に翻訳出版した『葬礼』に影響を受けたという指摘がある。リピナーが翻訳したミツキェヴィチの詩編は原題を“Dziady”といい、1823年に出版された。“Dziady”は「父祖たち」を意味し、『父祖の祭り』と訳される。これはリトアニアやプロイセン地方に伝わる、起源をキリスト教以前にさかのぼる、先祖を祝う祭りを題材としたものである。
リピナーはドイツ語への翻訳に当たり、この標題に“Todtenfeier”（現代ドイツ語では“Totenfeier”）すなわち『葬礼』という言葉を当てた。リピナーはマーラーの親友で、マーラーは18歳のころからリピナーに感化を受けてニーチェの思想を知ったといわれる。マーラーは続く交響曲第3番で、ニーチェの『ツァラトゥストラはこう語った』の詩を歌詞として用いている。ニーチェの「永劫回帰」とは異なるが通じるところもある、生と死の輪廻の思想を『葬礼』に感じ取ったことが、作曲のきっかけだったというものである。マーラーが終楽章でクロプシュトックの歌詞に追加した自作の「再び生きるために死ぬのだ」という言葉は、このことを裏付けていると考えられる。

## 歌詞

### 第4楽章
| aus "DES KNABEN WUNDERHORN" ALTSOLO O Röschen rot! Der Mensch liegt in größter Not! Der Mensch liegt in größter Pein! Je lieber möcht' ich im Himmel sein! Da kam ich auf einen breiten Weg; da kam ein Engelein und wollt' mich abweisen! Ach nein! Ich ließ mich nicht abweisen: Ich bin von Gott und will wieder zu Gott! Der liebe Gott wird mir ein Lichtchen geben, Wird leuchten mir bis in das ewig selig Leben! | 「子供の不思議な角笛」から アルトソロ おお、赤い小さな薔薇よ！ 人間はこの上ない苦悩の内にある！ 人間はこの上ない苦痛の内にある！ むしろ私は天国にいたい！ 私は一本の広い道へとやってきた。 すると一人の天使が来て、私を追い返そうとした。 いや、私は追い返されるままにはならなかった！ 私は神のもとから来て、また神のもとへ帰るのだ！ 神様は一筋の光を私に与えてくださり、 永遠にして至福の生命に至るまで照らしてくださるだろう。 |

### 第5楽章
| nach KLOPSTOCKS HYMNE "DIE AUFERSTEHUNG" Chor und Sopran Aufersteh'n, ja aufersteh'n, wirst du, mein Staub, nach kurzer Ruh! Unsterblich Leben! Unsterblich Leben wird, der dich rief, dir geben. Wieder aufzublüh'n, wirst du gesät! Der Herr der Ernte geht und sammelt Garben uns ein, die starben. Alt solo O glaube, Mein Herz, o glaube: Es geht dir nichts verloren! Dein ist, ja dein, was du gesehnt! Dein, was du geliebt, was du gestritten! Sopran solo O glaube: Du wardst nicht umsonst geboren! Hast nicht umsonst gelebt, gelitten! Chor und Alt Was entstanden ist, das muß vergehen! Was vergangen, auferstehen! Hör' auf zu beben! Bereite dich zu leben! Sopran und Alt solo O Schmerz! du Alldurchdringer! Dir bin ich entrungen! O Tod! du Allbezwinger! Nun bist du bezwungen! Mit Flügeln, die ich mir errungen, in heißem Liebesstreben werd' ich entschweben Zum Licht, zu dem kein Aug' gedrungen! Chor Mit Flügeln, die ich mir errungen, werde ich entschweben! Sterben werd' ich, um zu leben! Aufersteh'n, ja aufersteh'n wirst du, Mein Herz, in einem Nu! Was du geschlagen, zu Gott wird es dich tragen! | クロプシュトックの賛歌『復活』に従いて 合唱とソプラノ よみがえる、そうだ、おまえはよみがえるだろう、 私の塵よ、短い憩いの後で。 おまえを呼ばれた方が 不死の命を与えてくださるだろう。 おまえは種蒔かれ、ふたたび花咲く。 刈り入れの主は歩き、 我ら死せる者らの わら束を拾い集める。 アルト独唱 おお、信じるのだ、わが心よ、信じるのだ、 何ものもおまえから失われはしない！ おまえが憧れたものはおまえのものだ、 おまえが愛したもの、争ったものはおまえのものだ！ ソプラノ独唱 おお、信じよ、おまえは空しく生まれたのではない！ 空しく生き、苦しんだのではない！ 合唱とアルト 生まれ出たものは、必ず滅びる。 滅びたものは、必ずよみがえる！ 震えおののくのをやめよ！ 生きることに備えるがよい！ ソプラノとアルト独唱 おお、あらゆるものに浸み渡る苦痛よ、 私はおまえから身を離した！ おお、あらゆるものを征服する死よ、 いまやおまえは征服された！ 私が勝ち取った翼で 愛への熱い欲求のうちに私は飛び去っていこう、 かつていかなる目も達したことのない光へと向かって！ 合唱 私が勝ち取った翼で 私は飛び去っていこう！ 私は生きるために死のう！ よみがえる、そうだ、おまえはよみがえるだろう、 わが心よ、ただちに！ おまえが鼓動してきたものが 神のもとへとおまえを運んでいくだろう！ |